# Гуртлудское (сельское поселение)
Гуртлудское — упразднённое муниципальное образование со статусом сельского поселения в Сюмсинском районе Удмуртии Российской Федерации.
Административный центр — деревня Гуртлуд.

## История
Статус и границы сельского поселения установлены Законом Удмуртской Республики от 15 ноября 2004 года № 61-РЗ «Об установлении границ муниципальных образований и наделении соответствующим статусом муниципальных образований на территории Сюмсинского района Удмуртской Республики».
К 18 апреля 2021 года было упразднено в связи с преобразованием района в муниципальный округ.

## Население
| 2010 | 2012 | 2013 | 2014 | 2015 | 2016 | 2017 |
| ---- | ---- | ---- | ---- | ---- | ---- | ---- |
| 664  | ↘653 | ↘641 | ↘627 | ↘614 | ↘609 | ↘581 |
| 2018 | 2019 | 2020 |      |      |      |      |
| ↘567 | ↘551 | ↘543 |      |      |      |      |

## Состав сельского поселения
| № | Населённый пункт | Тип населённого пункта          | Население |
| - | ---------------- | ------------------------------- | --------- |
| 1 | Гуртлуд          | деревня, административный центр | ↘259      |
| 2 | Лекшур           | село                            | ↗109      |
| 3 | Маркелово        | деревня                         | ↘93       |
| 4 | Сюмсиил          | деревня                         | ↘39       |
| 5 | Туканово         | деревня                         | ↘30       |
| 6 | Юбери            | деревня                         | ↗123      |